# ヴィンチ
ヴィンチ（伊: Vinci）は、イタリア共和国トスカーナ州フィレンツェ県にある、人口約15,000人の基礎自治体（コムーネ）。
ルネサンス期の芸術家・科学者であるレオナルド・ダ・ヴィンチの出身地として知られる。

## 地理

### 位置・広がり
フィレンツェ県の西南部に位置する。ヴィンチの市街は、エンポリから北へ約7km、ピストイアから南へ約17km、フィレンツェから西へ約28km、ピサから東北東へ約43kmの距離にある。

#### 隣接コムーネ
隣接するコムーネは以下の通り。括弧内のPOはプラート県、PTはピストイア県所属を示す。
- クアッラータ (PT) - 北東
- カルミニャーノ (PO) - 北東
- カプラーイア・エ・リーミテ - 南東
- エンポリ - 南
- チェッレート・グイーディ - 南西
- ランポレッキオ (PT) - 北西

### 地勢
ヴィンチの街はトスカナの丘陵地帯に囲まれている。丘陵はブドウ畑やオリーブ畑として利用されている。こうした光景は、レオナルド・ダ・ヴィンチの時代と大きく変わってはいない。

### 気候分類・地震分類
ヴィンチにおけるイタリアの気候分類 (it) および度日は、zona D, 1765 GGである。
また、イタリアの地震リスク階級 (it) では、zona 3 (sismicità bassa) に分類される。
- ヴィンチ市街遠景
- ヴィンチの市壁

## 行政

### 行政区画
ヴィンチには、以下の分離集落（フラツィオーネ）がある。
- Anchiano, Apparita, Badia a Passignano, Burrino, Collegonzi, Faltognano, La Stella, Mercatale, Orbignano, Petroio, Piccaratico, Salvino, San Donato, San Pantaleo, Santa Lucia, Sant'Amato, Sant'Ansano, Sovigliana, Spicchio, Toiano, Vitolini

## 社会

### 経済・産業
レオナルド・ダ・ヴィンチの出身地として有名なこの町には、レオナルド博物館やレオナルドの生家を目当てに、毎年50万人ほどの観光客が訪れる。

## 文化・観光・施設

### レオナルド・ダ・ヴィンチの故郷
ヴィンチはレオナルド・ダヴィンチの出生地である。正確にはヴィンチの町の3kmほど郊外のアンキアーノ（Anchiano）という集落の生まれで、生家 (it:Casa natale di Leonardo) が現存する。
ヴィンチの市内には、レオナルド・ダ・ヴィンチ博物館 (it:Museo leonardiano di Vinci) 、レオナルド・ダ・ヴィンチ理想博物館 (it:Museo ideale Leonardo da Vinci) 、レオナルド図書館 (it:Biblioteca Leonardiana) がある。

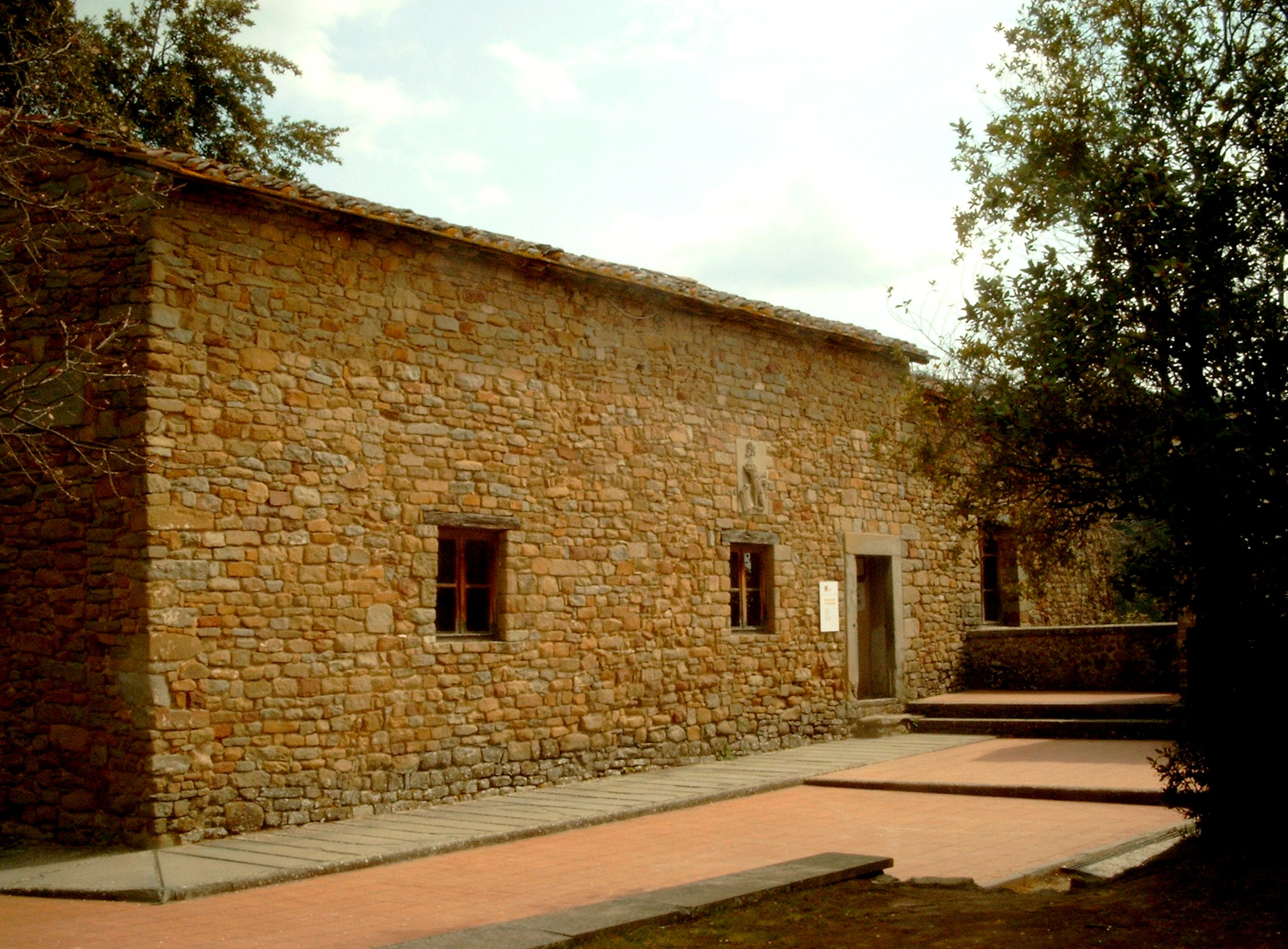
レオナルドの生家

## 姉妹都市
- アンボワーズ、フランス
- アレンタウン、アメリカ合衆国